# Brachyvalva
Brachyvalva là một chi bướm đêm thuộc phân họ Tortricinae của họ Tortricidae.

## Các loài
- Brachyvalva inoffensa Diakonoff, 1960